# Мінісага
Мінісага — це надзвичайно коротке оповідання, яке має чітко визначену довжину — 50 слів основного тексту (без урахування заголовка). Така форма письма є прикладом мікрофікції, що поєднує елементи художнього стилю, стислість викладу та завершену структуру.

## Історія
Ідея мінісаг виникла в англомовному світі як спосіб навчання лаконічності письма. Формат набув популярності у Великій Британії у 1980-х роках завдяки виданню The Sunday Times, яке проводило конкурси на найкращу мінісагу. Згодом цей літературний формат поширився у навчальних закладах та онлайн-спільнотах творчого письма.

## Вимоги до форми
- Обсяг — 50 слів у тілі тексту.
- Заголовок — не більше 15 слів (у деяких версіях — довільної довжини).
- Текст повинен мати сюжетну завершеність — тобто мати початок, розвиток і логічне завершення.
- Обов'язково присутні герой, подія, зміна ситуації або розв'язка.

## Приклад
Заголовок: Повернення
Він поїхав, залишивши обіцянку повернутись. Щодня вона чекала листа. Минули роки. Вона постаріла, а він з'явився. Без слів простягнув коробку з перснем. Вона всміхнулася і сказала: «Тепер — пізно». Двері зачинилися. На порозі лишився він. Знову — сам.